# Santo Stefano Lodigiano (przystanek kolejowy)
Santo Stefano Lodigiano (wł. Stazione di Santo Stefano Lodigiano) – przystanek kolejowy w Santo Stefano Lodigiano, w prowincji Lodi, w regionie Lombardia, we Włoszech. Znajduje się na linii Mediolan – Bolonia.
Według klasyfikacji RFI stacja ma kategorię brązową.

## Historia

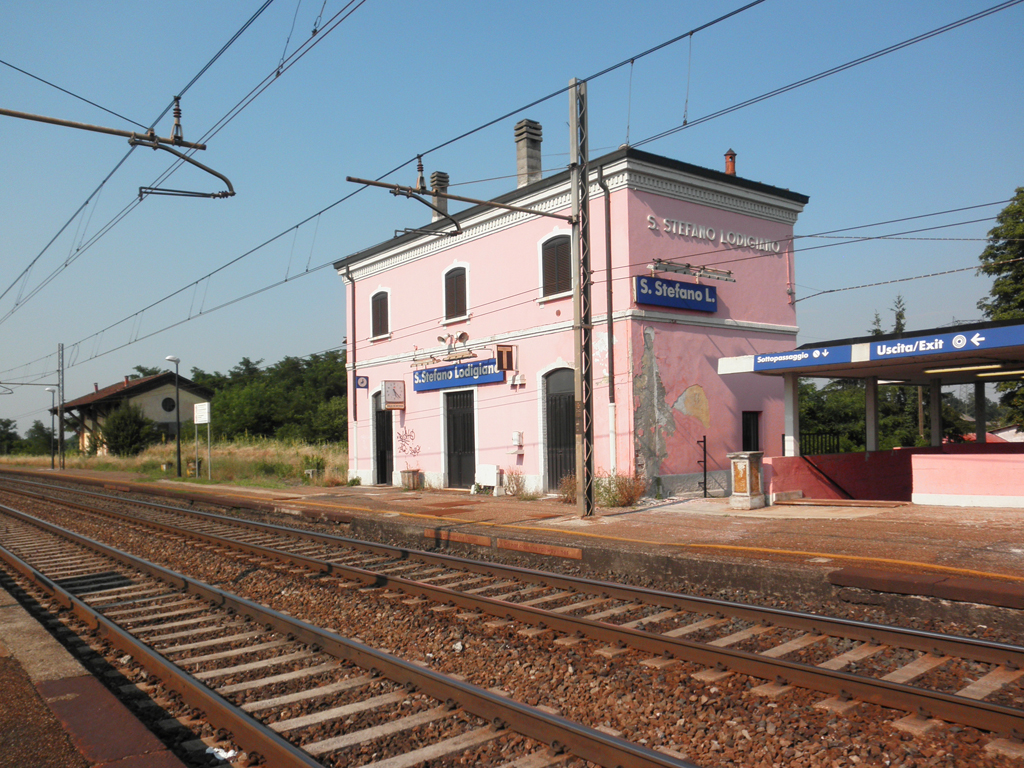
Widok na stację

Stacja została otwarta w 1861 roku wraz z linią Mediolan-Piacenza, która później stała się częścią linii z Mediolanu do Rzymu.

## Linie kolejowe
- Mediolan – Bolonia

## Infrastruktura
Przystanek ma dwa tory, po jednym dla każdego kierunku jazdy, obsługiwane przez 2 perony boczne połączone tunelem. Budynek dworcowy to niewielki dwupiętrowy obiekt zawierający poczekalnię.

## Ruch pociągów
Przystanek jest obsługiwany co godzinię przez pociągi regionalne Trenord na odcinku Mediolan-Piacenza.